# Azita Hajian
Azita Hajian (en persan : آزیتا حاجیان) est une actrice et metteuse en scène iranienne née le 11 janvier 1958 à Tafresh, Iran.

## Carrière
Elle commence sa carrière au théâtre en 1975 comme actrice et metteuse en scène, avant de se consacrer au cinéma depuis 1990. Son premier film est Dozd Aroosaka. Elle joue également dans des séries télévisées. Elle reçoit le prix de la meilleure actrice au Festival international du film Fajr pour sa performance dans Ruban-e Qermez en 1999, film recevant la même année la Coquille d'or au Festival international du film de Saint-Sébastien.

## Vie privée
Elle se marie en 1980 avec l'acteur iranien Mohammad Reza Sharifinia, puis annonce leur divorce en 2010 après 9 ans de séparation. Elle a deux filles, actrices elles aussi.

## Filmographie
- 2004 : Sham'i dar bād (Une bougie dans le vent) de Pouran Derakhshandeh
- 2000 : Moj-e mordeh (La Vague morte) d'Ebrahim Hatamikia
- 1999 : Ruban-e Qermez (Le Ruban rouge) d'Ebrahim Hatamikia
- 1995 : Adam barfi (Le Bonhomme de neige) de Davoud Mirbagheri
- 1991 : Avinar de Shahram Assadi
- 1992 : Dayanbakh
- 1991 : Safar-e Jadui (Un voyage extraordinaire) d'Abolhassan Davoudi
- 1990 : Dozd-e Aroosaka (Le Voleur de poupées) de Mohammad Reza Honarmand